# Piedmont (Arizona)
Pour les articles homonymes, voir Piedmont.
Piedmont est une ville fantôme située dans le comté de Yavapai dans l'État de l'Arizona aux États-Unis. Tout ce qui reste de la ville aujourd'hui, est le panneau le long du chemin de fer Atchison, Topeka and Santa Fe.

## Annexe